# Turn! Turn! Turn! (To Everything There Is a Season)
Singles de The Byrds
All I Really Want to Do
(juin 1965) Set You Free This Time
(janvier 1966)
Turn! Turn! Turn! (To Everything There Is a Season) est une chanson écrite à la fin des années 1950 par le chanteur folk américain Pete Seeger. Ses paroles proviennent presque entièrement du chapitre 3 du livre biblique de l'Ecclésiaste. Sa version la plus célèbre est la reprise folk rock du groupe The Byrds, qui s'est classée no 1 des ventes aux États-Unis à sa sortie, fin 1965.

## Reprises
De nombreux artistes ont interprété Turn! Turn! Turn! (To Everything There Is a Season), parmi lesquels :
- The Limeliters sur l'album Folk Matinee (1962)
- Judy Collins sur l'album Judy Collins 3 (en) (1963)
- Gary Shearston (en) sur l'album Songs of Our Time (1964)
- The Byrds sur l'album Turn! Turn! Turn! (1965)
- Jan and Dean sur l'album Folk 'n Roll (1965)
- The Seekers sur l'album Come the Day (1966)
- Mary Hopkin en face B du single Those Were the Days (1968)
- Nina Simone sur l'album To Love Somebody (en) (1969)
- Dolly Parton sur les albums The Great Pretender (en) (1984) et Those Were the Days (en) (2005)
- Larry Norman (en) sur l'album Copper Wires (1998)
- Chris de Burgh sur l'album Footsteps (en) (2008)
- Tourne tourne tourne (adapté en français par Sylvie Vartan)